# Nigel Davies (joueur d'échecs)
Pour les articles homonymes, voir Nigel Davies.
Nigel Rodney Davies est un joueur d'échecs britannique né le 31 juillet 1960 à Southport en Angleterre. Il est affilié à la fédération galloise depuis 2015.
Au 1er juillet 2019, il est le numéro un  gallois avec un classement Elo de 2 484 points.

## Biographie et carrière
En 1979, Nigel Davies remporta le championnat britannique junior (moins de 21 ans). En 1987, il remporta le championnat britannique de blitz. Il gagna le tournoi de Oslo en 1988, ex æquo avec Jonathan Tisdall. Il finit cinquième du Mémorial Rubinstein 1989 en Pologne. Il finit deuxième du tournoi de Græsted 1990 remporté par Vassioukov. Il fut deuième lors du tournoi international de Gausdal en 1993 et 1994, premier à Wrexham en 1994.
Il a représenté les Pays-Bas lors du championnat d'Europe par équipes de 1989 à Haïfa où il finit quatrième au premier échiquier avec 5,5 points sur 9.
Nigel Davies représenta Israël de 1991 à 1993. Il finit deuxième du tournoi de Tel Aviv 1991 remporté par Lev Psakhis.
Il est grand maître international depuis 1993 et travaille depuis 1994 comme entraîneur et auteur de livres et de vidéos sur les échecs. En 2009, il finit quatrième du mémorial Howard Staunton à Londres.

## Publications
- (en) The Chess Player's Battle Manual, Batsford, 1998
- (en) The Power Chess Program, Batsford, 1998
- (en) Kasparov vs Kramnik: London 2000 World Chess Championship, Batsford, 2002Écrit avec Andrew Martin.
- (en) The Rules of Winning Chess, Everyman Chess, 2009

### Livres sur les ouvertures
- (en) Alekhine's Defence, Batsford, 2001
- (en) The Trompowsky, Batsford, 2002
- (en) King’s Indian Attack, Batsford, 2002
- (en) Play the Catalan, Batsford, 2002
- (en) Taming the Sicilian, Everyman Chess, 2002
- (en) The Grünfeld Defence, Everyman Chess, 2003
- (en) The Veresov, Everyman Chess, 2003
- (en) The Dynamic Reti, Everyman Chess, 2004
- (en) Play e4 e5!, Everyman Chess, 2005
- (en) Gambiteer I: A Hard-Hitting Chess Opening Repertoire For White, Everyman Chess, 2007
- (en) Gambiteer II: A Hard-Hitting Chess Opening Repertoire For Black, Everyman Chess, 2007
- (en) Starting out:The Modern, Everyman Chess, 2008
- (en) Play the Catalan, Everyman Chess, 2009
- (en) The Pirc: Move by Move, Everyman Chess, 2016
- (en) The Queen's Gambit Declined: Move by Move, Everyman Chess, 2017

### Livres traduits en français
- (fr) Les principes gagnants aux échecs, Olibris, 2015
- (fr) Les 10 meilleures façons de progresser aux échecs, Olibris, 2016